# Никодим (Грекос)
Митрополи́т Никоди́м (греч. Μητροπολίτης Νικόδημος в миру Нико́лаос Греко́с греч. Νικόλαος Γραικός; 29 декабря 1908 или 29 декабря 1908  [11 января 1909], Пирей — 15 февраля 1996, Левадия) — епископ Элладской православной церкви, митрополит Фиванский и Левадийский (1967—1981).

## Биография
Родился 29 декабря 1908 года в Пирее и был восьмым ребёнком в благочестивой, но небогатой семье и со второго класса начальной школы до окончания университета работал наёмным рабочим.
В Афинах познакомился с известным проповедником Серафимом Папакостасом (Σεραφείμ Παπακώστα), который оказал на молодого человека значительное влияние.
Окончил богословский институт Афинского университета.
26 июля 1940 года митрополитом Димитриадским Иоакимом (Алексопулосом) был рукоположён в сан диакона, а 12 сентября 1940 года епископом Вресфенским Германом (Хадзианестисом) — в сан пресвитера. Служил в Афинах в различных должностях. Отдельным направлением его деятельности стала работа с глухонемыми, которой он посвятил более пятидесяти лет своей жизни, состоя с июня 1963 года в обществе «Φίλων των Κωφών Προφήτης Ζαχαρίας».
8 июня 1967 года был рукоположён в сан митрополита Фиванского и Левадийского.
В 1981 году ушёл на покой, проживая в женском монастыре святого Иоанна Богослова (Ιεράς Μονής Αγίου Ιωάννου του Θεολόγου Μαζαρακίου).
Скончался 15 февраля 1996 года в Левадии.